# Beyoncé Knowles
Beyoncé Giselle Knowles-Carter (født 4. september 1981), bedre kendt som Beyoncé (udtales /biːˈjɒnseɪ/, bee-YON-say), er en amerikansk moderne R&B-sanger, skuespiller og modedesigner. Hun er født og opvokset i Houston, Texas, hvor hun spillede med i adskillige kunstskolers forestillinger og blev introduceret for sang- og dansekonkurrencer som barn. Knowles blev kendt i de sene 1990'ere som forsanger i R&B-pigegruppen Destiny's Child, en af verdens bedst sælgende pigegrupper gennem tiderne. 
I 2003, hvor Destiny's Child i en periode ikke udsendte noget musik, udgav Knowles sit debut soloalbum Dangerously in Love, som indeholder flere hits som "Crazy in Love" og "Baby Boy" og endte med at blive et af de mest succesfulde album det år. Det indbragte hende et (på det tidspunkt) rekordhøjt antal på 5 vundne Grammy Award-priser. Efter gruppens opløsning i 2005, udgav Knowles sit andet soloalbum, B'Day i 2006. Den røg direkte ind som nummer 1 på Billboard 200 og indeholder hits som "Irreplaceable" og "Beautiful Liar". Hendes tredje soloalbum I Am... Sasha Fierce blev udgivet i 2008 og inkluderer superhittet "Single Ladies (Put a Ring on It)". Dette album indbragte Knowles seks Grammy-priser ved det års Grammy-uddeling, og slog rekorden for flest vundne priser af en kvinde på én aften. I 2011 udgav Knowles sit fjerde studiealbum, 4, som røg direkte ind som nummer 1 på Billboard 200 og solgte i den første uge omkring 310.000 udgaver, hvilket gør albummet til Knowles' fjerde soloalbum til at ligge nummer 1. Dette betød også, at Knowles blev den næstbedste kvindelige kunstner og tredjebedste kunstner generelt til at have sit fjerde studiealbum som nummer 1 på Billboard 200.
Udover hendes arbejde med musik, har Knowles også en skuespillerkarriere. I 2001 havde hun sin debut i musicalfilmen Carmen: A Hip Hopera, for efterfølgende at medvirke i større film, som Dreamgirls (2006), som gav hende to Golden Globe-nomineringer og Cadillac Records (2008). I 2004 præsenterede Knowles og hendes mor et fælles tøjmærke, House of Deréon; Knowles har også promoveret mærker som Pepsi, Tommy Hilfiger, Armani og L'Oréal. I juni 2010 blev Knowles nummer to på livsstilsmagasinet Forbes' liste over de "100 Most Powerful and Influential celebrities in the world", og lå som nummer 1 på samme blads liste over de "Most Powerful and Influential musicians in the world".
Knowles har modtaget adskillige priser og hyldester, da hun er en af de kunstnere i verdenen, der har modtaget flest Grammy-priser, og den tredje bedste blandt kvinder i verden med i alt 16 vundne Grammy-priser – 13 priser for sit soloarbejde og 3 som medlem af Destiny's Child. Knowles ligger også på 4. Pladsen over 2000'ernes årti af Billboard og var den mest succesfulde kvindelige kunstner i årtiet, såvel som den bedste radiokunstner i årtiet. Recording Industry Association of America (RIAA) har også kåret Knowles som den bedste kunstner i årtiet. I USA alene har Knowles solgt over 11,2 millioner albummer og næsten 25 millioner singler (maj 2010). I september 2009 havde hun solgt over 75 millioner albummer verden over, hvilket gør hende til en af de bedstsælgende musiske kunstnere gennem tiderne.

## Levnedsløb: Biografi og karriere

### 1981–96: Opvækst og begyndende karriere
Knowles blev født i Houston, Texas, som datter af Mathew Knowles, en professionel musikproducer, og Tina Knowles (pigenavn Beyoncé), en kostumedesigner og hårstylist. Knowles' far er afroamerikaner og hendes mor er af creolsk (indfødt amerikaner og fransk) afstamning.  Knowles blev døbt med sin mors pigenavn som en hyldest til hende. Knowles er storesøster til Solange, en singer-songwriter og skuespiller. 
Knowles gik i skole på St. Mary's Elementary School i Texas, hvor hun havde dansetimer, der inkluderede ballet og jazz-dans. Hendes sangtalent blev opdaget, da hendes danseinstruktør begyndte at nynne en sang og Knowles sang den færdig, hvor hun ramte de høje toner godt.  Knowles' interesse for musik og optræden begyndte efter hun deltog i skolens talentshow, hvor hun sang John Lennons "Imagine" og vandt konkurrencen. Knowles begyndte at få opmærksomhed fra pressen som 7-årig, da hun blev nævnt i Houston Chronicle for at være blevet nomineret til den lokale optræder-pris "The Sammy". I efteråret 1990, begyndte Knowles i Parker Elementary School, en skole med musik i fokus i Houston, hvor hun optrådte sammen med skolens kor. Hun gik efterfølgende på High School for the Performing and Visual Arts i Houston og senere på Alief Elsik High School, der lå i udkanten af Houston-kommunen, Alief. Knowles var solosanger i koret i hendes kirke, som var St. John's United Methodist Church, hvor hun dog kun var med i to år.
Som 8-årig mødte Knowles LaTavia Roberson, mens hun var inde til optagelsesprøve til en entertainmentgruppe kun bestående af piger. Sammen med Knowles' veninde, Kelly Rowland, blev hun placeret i en gruppe, der optrådte med rap og dans. Gruppen hed oprindeligt Girl's Tyme, og endte med at blive skåret ned til seks medlemmer. R&B-produceren Arne Frager fra vestkysten fløj ind til Houston for at se dem, for efterfølgende at bringe dem til sit pladestudie, The Plant Recording Studios, i Nordcalifornien med Knowles' vokal blev indspillet. Som en del i arbejdet med at gøre Girl's Tyme kendte, var Fragers strategi at lade dem gøre debut i Star Search, det største talentshow på nationalt tv på det tidspunkt. Girl's Tyme deltog i konkurrencen, men tabte, da den sang, de optrådte med ikke var god nok, har Knowles selv indrømmet. Knowles havde sit første "professionelle tilbageskridt" efter dette nederlag, men genvandt selvtilliden, da hun fandt ud af at popstjerner som Britney Spears og Justin Timberlake også har haft samme oplevelser. For at kunne varetage gruppen, opgav Knowles' far sit job, som dengang var sælger af medicinsk udstyr, i 1995. Han brugte al sin tid på gruppen og tilrettelagde et skema over gruppens træninger. Farens opsigelse betød en halvering af Knowles-familiens indkomst og hendes forældre var derfor tvunget til at flytte ind i to separate lejligheder. Ikke længe efter Rowland blev optaget i gruppen, skar Mathew antallet af gruppemedlemmer ned til fire, med LeToya Luckett, der kom til i 1993. De øvede i Tinas Headliners Salon og deres baghave, fortsatte gruppen med at optræde som åbningsakt for andre moderne R&B-pigegrupper på det tidspunkt; Tina hjælp til med at designe kostumer, som hun fortsatte med igennem Destiny's Child-perioden. Med den fortsatte støtte fra Mathew, fortsatte gruppen med at aflægge auditions for pladeselskaber og fik endelig skrevet kontrakt med Elektra Records. De flyttede nu til Atlanta for at arbejde på deres første plade, men arbejdet med pladeselskabet blev dog afbrudt i 1995. De vendte hjem og startede forfra. Dette lagde et så stort pres på familien at Beyoncés forældre blev separeret for en tid, da hun var 14. I 1996 fandt de sammen igen og kort efter fik pigerne en kontrakt med Columbia Records.

### 1997–2001: Destiny's Child-æra og depression
Girl's Tyme ændrede navn til Destiny's Child i 1993, et navn, de fik fra en passage i Esajas' bog. Sammen optrådte de til lokale begivenheder og, efter fire år på vejene, fik gruppen skrevet kontrakt med Columbia Records i slutningen af 1997. Samme år indspillede gruppen deres debutsang, "Killing Time", til soundtracket til filmen fra 1997, Men in Black. Det efterfølgende år udgav gruppen deres første album, kaldet Destiny's Child, der indeholdte deres første store hit "No, No, No". Albummet slog gruppen fast som en "levedygtig" gruppe inden for musikindustrien, og modtog generelt gode anmeldelser og indbragte gruppen tre Soul Train Lady of Soul Awards i kategorierne "Best R&B/Soul Single" for "No, No, No", "Best R&B/Soul Album of the Year" og "Best R&B/Soul or Rap New Artist". Gruppen udgav deres multi-platin andet album The Writing's on the Wall i 1999. Denne cd indeholder nogle af gruppens bedstkendte sange som "Bills, Bills, Bills", gruppens første nummer 1 single, "Jumpin' Jumpin'" og "Say My Name", som blev deres mest succesfulde sang på det tidspunkt, og som forblev en af gruppens største genkendelige hits. "Say My Name" vandt to Grammy-priser i kategorierne Grammy Award for Best R&B Performance by a Duo or Group with Vocals og Grammy Award for Best R&B Song ved det 43. Grammy Awards i 2001. The Writing's on the Wall solgte mere end 8 millioner kopier. På dette tidspunkt indspillede Knowles en duet med Marc Nelson "After All Is Said and Done" til soundtracket for filmen fra 1999 The Best Man.
Luckett og Roberson (de to piger, der tidligt blev afskediget fra gruppen) lagde sag an mod gruppen for brud på kontrakten, da Michelle Williams og Farrah Franklin optrådte på videoen "Say My Name", hvilket antydede at Luckett og Roberson allerede var blevet erstattet. Endelig forlod Luckett og Roberson gruppen, og Franklin forlod efter fem måneder også gruppen,  hvilket kunne ses idet hun efterhånden ikke optrådte med gruppen til begivenheder og koncerter. Hendes afgang indgød dårlig stemning i gruppen, hvilket endte i konflikter. Knowles fik en depression pga. gruppens konflikter; det offentlige brud mellem Luckett og Roberson og at gruppen blev voldsomt angrebet af medierne, kritikere og bloggere, og  en kæreste gennem mange år (som hun dannede par med fra hun var 12 til 19 år) slog op. Depressionen var så voldsom at den varede i et par år, hvor hun for det meste opholdt sig i sit soveværelse og nægtede at spise noget. Knowles har udtalt at hun fandt depressionen svær at snakke om, fordi Destiny's Child netop havde vundet deres første Grammy Award og frygtede at ingen efterfølgende ville tage hende alvorligt. Alle de episoder gjorde hende usikker på sig selv og hvem hendes venner var, og hun beskriver perioden således: "Nu da var jeg kendt, var jeg bange for at jeg aldrig ville finde nogen, der ville elske mig igen. Jeg var bange for at få nye venner." Hun accepterede endelig hendes mors hjælp, da Tina Knowles sagde: "Hvorfor tror du ikke en person ville elske dig? Ved du ikke, hvor klog og sød og smuk du er?"
Efter at have fastlagt den endelige gruppes medlemmer, indspillede trioen "Independent Women Part I", som er med til soundtracket til filmen fra 2000 Charlie's Angels. Den blev deres højestplacerede single, da den lå som nummer 1 på Billboard Hot 100 i elleve uger i træk. Senere det år, trak Luckett og Roberson deres sag mod deres tidligere bandmedlemmer tilbage, men bibeholdt deres sag mod Mathew Knowles, som endte i en gensidig enighed om at stoppe de offentlige nedgørelser. I starten af 2001, imens Destiny's Child færdiggjorde deres tredje album, fik Knowles en større rolle i MTV tv-filmen Carmen: A Hip Hopera, hvor hun spillede overfor den amerikanske skuespiller Mekhi Phifer. Med udgangspunkt i Philadelphia, er filmen er en moderne fortolkning af operaen fra 1900-tallet, Carmen, af den franske komponist Georges Bizet. Luckett og Roberson genoptog deres søgsmål efter Destiny's Childs tredje album, Survivor, der blev udgivet i maj 2001, og påstod at sangene var rettet mod dem. Albummet røg direkte ind som nummer 1 på den amerikanske Billboard 200 med 663.000 solgte enheder. Til dato har Survivor solgt over ti millioner eksemplarer verden over, med over fyrre procent alene i USA. Albummet indeholdt megahitsene "Bootylicious" og albumnavnet "Survivor", hvor den sidstnævnte indbragte gruppen en Grammy Award for Best R&B Performance by a Duo or Group with Vocals. Efter at have udgivet deres julealbum, 8 Days of Christmas, annoncerede gruppen at de ville holde en pause for hver især at forfølge en solokarriere.

### 2002–03: Solokarriere, film ogDangerously in Love
I 2002 medvirkede Knowles i komediefilmen Austin Powers in Goldmember, hvor hun spillede Foxxy Cleopatra overfor Mike Myers. Knowles indspillede sin første solosingle "Work It Out" til filmens soundtrack. Det efterfølgende år spillede hun overfor Cuba Gooding, Jr. i den romantiske komedie The Fighting Temptations og indspillede adskillige sange til filmens soundtrack, inklusiv "Fighting Temptation" og en kopiversion af sangen "Fever" fra 1956. I oktober 2002 sang Knowles med på sin daværende kæreste Jay-Zs single, '03 Bonnie & Clyde". Sangen opnåede sin højeste placering som nummer fire på Billboard Hot 100 og som nummer to på Hot Rap Songs-listen. I marts 2003 udgav Knowles et remix af 50 Cents "In Da Club", som endte på adskillige mixtapes.
Efter at Williams og Rowland havde udgivet hver sit soloalbum, udgav Knowles sit debutsoloalbum Dangerously in Love i juni 2003. Den røg direkte ind som nummer 1 på Billboard 200 og solgte 317.000 kopier i dens første uge. Albummet solgte over 4,6 millioner kopier i USA, hvor den fik 4 gange platin af Recording Industry Association of America (RIAA). Den solgte over 11 millioner udgaver verden over, og er fortsat Knowles' bedst sælgende album til dato. Albummets først udgivne single "Crazy in Love", hvor Jay-Z synger med, lå som nummer 1 i 8 uger i træk på Billboard Hot 100. Albummets anden single "Baby Boy", hvor dancehall-sangeren Sean Paul synger med, lå som nummer 1 i 9 uger i træk. Albummets tredje single "Me, Myself and I" opnåede sin højeste placering som nummer fire på samme liste. Albummets fjerde single "Naughty Girl" opnåede sin højeste placering som nummer 3 og blev Knowles' fjerde udgivelse i træk, der lå i top 5, fra Dangerously in Love og Knowles' femte udgivelse i træk, der lå i top 5.
Albummet indbragte Knowles et dengang rekordhøjt antal vundne priser på fem styk ved Grammy Awards-uddelingen i 2004 i kategorierne Best Contemporary R&B Album, Best Female R&B Vocal Performance for sangen "Dangerously in Love 2", Best R&B Song, Best Rap/Sung Collaboration og Best R&B Performance by a Duo or Group with Vocals. I november 2003, påbegyndte Knowles sin Dangerously in Love Tour i Europa.

### 2004–05:Destiny Fulfilledog gruppeopløsning
I marts 2004, indgik Knowles sammen med Alicia Keys, Missy Elliott og Tamia i Verizon Ladies First Tour i Nordamerika. Knowles havde oprindeligt planlagt at udgave en efterfølger til Dangerously in Love i marts 2004, som ville indeholde resterende indspilninger fra det album. Knowles besluttede at udsætte albummet for at kunne koncentrere sig om det næste Destiny's Child-album. Efter en tre år lang periode, hvor der hovedsageligt var fokus på solokarriererne, gik Knowles sammen med Rowland og Williams for at udgive deres fjerde og sidste album Destiny Fulfilled i november 2004. Albummet opnåede sin højeste placering som nummer to på Billboard 200 og solgte over 3,1 mio. eksemplarer i USA, hvor det modtog 3 gange platin af Recording Industry Association of America (RIAA). Albummet indeholdt hitsinglerne "Lose My Breath", "Soldier" og "Cater 2 U". I april 2005, påbegyndte gruppen deres Destiny Fulfilled ... And Lovin' It-tour, so endte i september samme år. Under det sidste stop i deres europæiske del af turnéen i Barcelona, annoncerede Rowland, at Destiny's Child ville blive opløst efter deres tour i Nordamerika. Et opsamlingsalbum Number 1's med gruppens nummer 1 hits og mest velkendte sange blev udgivet i oktober 2005. Albummet røg direkte ind som nummer 1 på Billboard 200 og modtog platin af RIAA. Knowles' sang "Check on It", hvor Slim Thug synger med, blev udgivet fra albummet i december 2005. Sangen lå som nummer 1 i 5 uger i træk på Billboard Hot 100, og blev Knowles' tredje Hot 100-nummer 1 som soloartist og Slim Thugs første Hot 100- single. I marts 2006, blev Destiny's Child genforenet for at kunne modtage deres stjerne på Hollywood Walk of Fame.

### 2006–07:B'Dayog film
I februar 2006 spillede Knowles over for Steve Martin i komediefilmen The Pink Panther, som den internationale popstjerne, Xania. Knowles udgav sit andet soloalbum, B'Day, i september 2006; den røg direkte ind som nummer 1 på Billboard 200 og solgte over 541.000 eksemplarer i den første uge. Den indbragte Knowles hendes mest sælgende salgsuge i hendes solokarriere og blev hendes andet nummer 1 album i træk. Albummet solgte 3,2 millioner eksemplarer i USA, og fik 3 gange platin af RIAA. Albummets først udgivne single, "Déjà Vu", hvor Jay-Z også synger med, opnåede sin højeste placering som nummer fire på Billboard Hot 100 og lå som nummer 1 på Hot R&B/Hip-Hop Songs-listen. "Ring the Alarm" blev dernæst udgivet i USA, imens "Irreplaceable" blev udgivet internationalt, og senere som i USA. "Irreplaceable" tilbragte 10 uger i træk som nummer 1 på Billboard Hot 100, og blev Knowles' fjerde nummer 1-single som soloartist.
I december 2006 medvirkede Knowles i filmen Dreamgirls, en filmfortolkning af Broadway-musicalen Dreamgirls fra 1981, der handler om en sanggruppe fra 1960'erne, hvor hun spillede overfor Jamie Foxx, Eddie Murphy og Jennifer Hudson. Knowles indspillede adskillige sange til filmens soundtrack, inklusiv sangen "Listen". Hendes præstation indbragte hende to Golden Globe Award-nomineringer i 2007 i kategorierne Best Actress og Best Original Song. Den 3. april 2007, genudgav Knowles B'Day, som en deluxe udgave, med fem nye sange, inklusiv "Beautiful Liar", en duet med den columbianske sangerinde Shakira. Denne sang opnåede sin højeste placering som nummer tre på Billboard Hot 100. Den klarede sig bedre på det internationale musikmarked, og lå nummer 1 i Storbritannien, og blev dermed Knowles' tredje nummer 1-single fra det album og Shakiras anden. Den 10. april 2007 påbegyndte Knowles sin første soloverdensturné, The Beyoncé Experience. Turneen besøgte over 90 steder og blev senere lavet til en koncert-DVD, The Beyoncé Experience Live!.
B'Day modtog fem nomineringer ved Grammy-uddelingen i 2007 i kategorierne Best Contemporary R&B Album, Best Female R&B Vocal Performance for sangen "Ring the Alarm" og Best R&B Song og Best Rap/Sung Collaboration for sangen "Déjà Vu". Freemasons clubmixet af "Déjà Vu" (dog uden rapdelen) blev nomineret til Best Remixed Recording, Non-Classical. Albummet vandt en Grammy i "Best Contemporary R&B Album". Ved den Grammy-uddelingen i 2008, modtog B'Day to nomineringer i kategorierne Record of the Year for "Irreplaceable" og Best Pop Collaboration with Vocals for "Beautiful Liar". Knowles modtog også en Grammy-nominering for hendes arbejde på Dreamgirls.

### 2008–09: Ægteskab,I Am... Sasha Fierceog film
I 2001 begyndte Knowles at date den amerikanske rapper Jay-Z. Der gik rygter om deres forhold efter at Knowles medvirkede på Jay-Zs sang "'03 Bonnie & Clyde". På trods af de vedvarende rygter, forblev de diskrete om deres forhold. De blev gift den 4. april 2008 i New York City, og Knowles offentliggjorde ikke hendes bryllupsring før en koncert ved Fashion Rocks den 5. september 2008 i New York City. Før parret blev gift lå Knowles og Jay-Z som nummer 1 på "Most Powerful Couple of TIME magazine's 100 Most Influential people of 2006". I januar 2009 vurderede magasinet Forbes dem som Hollywoods bedst betalte par med en samlet indkomst på over 850 mio. kroner. Samme skete året efter, hvor de fik en samlet indkomst på over 640 mio. kroner i perioden mellem juni 2008 og juni 2009.
I november 2008 rapporterede magasinet Forbes at Knowles havde indtjente 421 mio. kroner mellem 1. juni 2007 og 1. juni 2008, for hendes musik, turné, film og modeforretning. Dette gjorde hende til verdens næstbedstbetalte personlighed inden for musikbranchen inden for denne periode. Knowles udgav hendes tredje album, I Am... Sasha Fierce, den 14. november 2008. Albummet introducerer Knowles' alter-ego "Sasha Fierce". Den røg direkte ind som nummer 1 på Billboard 200 og solgte 482.000 eksemplarer i dens første uge, hvilket gjorde den til Knowles' tredje album i træk til at ligge nummer 1 i USA. Dette medførte også, at Knowles blev den tredje kvindelige kunstner i 2000-årtiet til at have sine første tre albummer til at gå direkte ind som nummer 1 på Billboard 200. Albummet solgte 2,9 mio. eksemplarer i USA, og fik to gange platin af RIAA. Til dato har albummet solgt over 7 millioner eksemplarer verden over. "If I Were a Boy" og "Single Ladies (Put a Ring on It)" blev udgivet som henholdsvis albummets første og anden singler. Den første sang, der blev udgivet fra albummet opnåede sin højeste placering på Billboard Hot 100 på en tredjeplads, imens den anden også lå på førstepladsen, hvilket gjorde den til Knowles' femte nummer 1-single. "Single Ladies" tilbragte 4 uger i træk som nummer 1. Dens musikvideo er blevet meget berømt for dens specielle koreografi, som er blevet kaldt den "første store skøre dans i både det nye årtusinde og Internettet." Videoen er også blevet imiteret og parodieret af adskillige mænd og kvinder verdenen over, inklusive af Justin Timberlake Joe Jonas, Tom Hanks og USA's tidligere præsident Barack Obama. Musikvideoen modtog ni nomineringer ved MTV Video Music Awards i 2009 og vandt den ultimative pris: Video of the Year og to andre priser, selvom prisen for Best Female Video gik til Taylor Swifts "You Belong with Me", som gjorde at der opstår en smule uoverensstemmelse ved samme uddeling.
I december 2008 medvirkede Knowles i musicalbiografien Cadillac Records som bluessangerinden Etta James. Hun optrådte med James' klassiske hit "At Last" ved "The Neighborhood Inaugural Ball", hvor Barack Obama og hans kone Michelle havde deres første dans som præsident og førstedame af USA den 20. januar, 2009. Sangen "Diva" blev udgivet i USA fra I Am... Sasha Fierce, mens "Halo" blev udsendt som Knowles' tredje internationale single og senere fjerde single i USA. Sangen opnåede sin højeste placering på Billboard Hot 100 som nummer fire, og blev dermed Knowles' tolvte Hot 100 top-ti single som solokunstner. Med denne sang, har Knowles opnået at have mere end ti top-ti sange på Hot 100, mere end nogen anden kvindelig kunstner har gjort det i 2000-årtiet. "Broken-Hearted Girl" og "Sweet Dreams" blev henholdsvis albummets sjette og syvende udgivne singler fra albummet. For at promovere albummet, påbegyndte Knowles sin verdensomspændende I Am... Tour i marts 2009. Ifølge Pollstar, indbragte turnéen Knowles 541 mio. kroner for dens i alt 97 shows. I april 2009, spillede Knowles overfor Ali Larter og Idris Elba i thrilleren Obsessed. Filmens indtjente 58 mio. kroner på premieredagen, og havde ved slutningen af dens åbningsuge indtjent i alt 149 mio. kroner. I juni 2009, placerede Forbes som nummer 4 på deres liste over "100 Most Powerful and Influential Celebrities in the World", tredje på deres liste over "Top-Grossing Musicians" og som nummer 1 på listen over "Top Best-Paid Celebs Under 30" med en indtjening på næsten 460 mio. kroner imellem 2008 og 2009.
Knowles modtog ti nomineringer ved Grammy-uddelingen i 2010, hvilket bl.a. inkluderer Album of the Year for I Am... Sasha Fierce, Record of the Year for "Halo" og Song of the Year for "Single Ladies (Put a Ring on It)". Sammen med Lauryn Hill var hun den kvindelige kunstner med flest Grammy-nomineringer på et enkelte år. Knowles satte en ultimativ rekord for flest vundne Grammy-priser på én aften af en kvindelig kunstner, da hun vandt 6 ud af 10 priser, som hun var nomineret til: Song of the Year, Best R&B Song og Best Female R&B Vocal Performance for "Single Ladies", Best Female Pop Vocal Performance for "Halo", Best Contemporary R&B Album og Best Traditional R&B Vocal Performance for "At Last".

### 2010–nu: Ny ledelse,4og graviditet
I januar 2010, annoncerede Knowles i et interview til USA Today, at hun havde planer om at tage en pause fra musikken i 2010. Hun udtalte: "det er i den grad på tide at tage en pause, på tide at genoplade mine batterier. [...] Jeg kunne tænke mig at tage omkring seks måneder og ikke indspille noget. Jeg har brug for bare at leve livet, at blive inspireret af ting igen." På samme tidspunkt, afslørede dokumentarprogrammet 60 Minutes, at Knowles blev hjemmeundervist som barn og at hun altid beder en bøn før hver optræden. I februar 2010 blev Lady Gagas duet med Knowles, sangen "Telephone", udgivet. Singlen lå som nummer 1 på den amerikanske "Pop Songs"-liste, hvilket gjorde den til den sjette nummer 1-single på listen for både Knowles og Lady Gaga. Med denne sang, blev de begge sammen med Mariah Carey placeret som nummer 1 på listen over flest nummer 1-singler siden Nielsen Broadcast Data Systems Top 40-liste blev opstartet i 1992. "Telephone" modtog en Grammy-nominering i kategorien Best Pop Collaboration with Vocals ved Grammy-uddelingen i 2011.
I juni 2010 placerede Forbes Knowles på en tredjeplads på dens liste over "Top-Earning Musicians" med en indkomst på 455 mio. kroner fra hendes verdensturne, aftaler med Nintendo og L'Oréal og hendes House of Deréon-tøjlinie. Dette gjorde hende til verdens femte bedst betalte kvindelige kunstner inden for denne tidsramme. I oktober 2010, placerede Forbes hende som den niende "Most Powerful Woman in the World". Hun opnåede også en niende plads på Forbes' liste over "Hollywood's 20 Highest Earners of 2010", og blev den eneste musiker til at være i top ti.
I januar 2011 blev det offentliggjort at Knowles skulle medvirke i genindspilningen af A Star Is Born, som efter planen skulle instrueres og produceres af Clint Eastwood for Warner Bros. Genindspilningen vil være den fjerde indspilning af A Star Is Born-historien, hvor den bedst kendte er versionen fra 1976 med Barbra Streisand og Kris Kristofferson. Hverken Beyonce eller Clint Eastwood endte dog med at være en del af indspilningen. I februar 2011 blev dokumenter offentliggjort af hjemmesiden WikiLeaks, der afslørede at Knowles sammen med Usher, Mariah Carey og Nelly Furtado havde modtaget 5,2 mio. kroner for at optræde for familiemedlemmer til den libyske politiker Muammar Gaddafi. Rolling Stone-magasinet fortalte, at musikindustrien tilskyndede dem at returnere pengene, de alle havde modtaget for deres koncert. Den 2. marts 2011 fortalte en talsperson for Knowles til The Huffington Post, at Knowles havde doneret pengene til Clinton Bush Haiti Fund, som blev etableret til støtte for ofrene for Haiti-jordskælvet i 2010. Den 28. marts 2011 blev det også kendt at Knowles' far og manager, Mathew Knowles ikke længere ville være hendes manager. Knowles' pressetalsperson udtalte til The Associated Press at Knowles og hendes far havde skiltes på et "forretningsniveau." Knowles er nu sin egen manager og har hyret sit eget hold af ansatte. I juni 2011 placerede Forbes Knowles som nummer otte på dens liste over "Best-Paid Celebrities Under 30" for at havde indtjent 183 mio. kroner mellem månederne mellem maj 2010 og 2011. Forbes skrev at denne lave indkomst skyldtes, at Knowles tilbragte meget af det forgangne år med at være ude at optræde og indspille hendes fjerde album.
Knowles' fjerde studiealbum 4 blev udgivet den 24. juni 2011. Albummet havde inspiration fra adskillige musikere, deriblandt Fela Kuti, The Stylistics, Lauryn Hill, Stevie Wonder og Michael Jackson. Den røg direkte ind som nummer 1 på Billboard 200 og solgte i løbet af dens første uge 310.000 udgaver. Dette gjorde albummet til Knowles fjerde soloalbumdebut som nummer 1 og gør hende til den næstbedste kvindelig kunstner og tredjebedste kunstner generelt til at have sit fjerde studiealbum som nummer 1 på Billboard 200. Trods det er 4's førstesalgsuge det laveste et Knowles' album har haft til dato. Den første single, der blev udgivet fra albummet "Run the World (Girls)" opnåede sin højeste placering som nummer 29 på Billboard Hot 100, og blev Knowles' lavest placerede først udgivne single som solokunstner. Albummets næste single, "Best Thing I Never Had", blev udgivet den 1. juni 2011. Af den 25. september 2011 har albummet solgt over 800.000 udgaver. Knowles var et af hovednavnene ved Glastonbury Festival i 2011, hvor hun havde en 90 minutter lang optræden på festivalens sidste dag den 26. juni 2011. Hun optrådte også på T in the Park Festival i Skotland den 9. juli 2011 og på Oxegen Festival i Irland den næste dag. Knowles indtog scenen ved New Yorks Roseland Ballroom fire gang i form af forskellige optrædener. Disse optrædener hørte ind under hovedtemaet 4 Intimate Nights with Beyoncé, hvor alle sange fra albummet 4 blev spillet. I disse fire specielle aftner d. 14., 16., 18. og 19. august, fremførte hun sine nye sange for et stående publikum.
Den 28. august 2011 ved 2011 MTV Video Music Awards annoncerede Knowles at hun og Jay-Z venter deres første barn. Hun annoncerede dette på den røde løber og igen ved slutningen på hendes optræden med sangen "Love on Top". The Huffington Post bekræftede senere at Knowles var 5 måneder henne og at hendes graviditet havde slået "flest tweets pr. sekund for en enkelt begivenhed" Twitter-rekord, da der var 8.868 tweets pr. sekund. MTV rapporterede også at Knowles' optræden med "Love on Top" og annonceringen af hendes graviditet gjorde at 2011's MTV Video Music Awards blev det mest sete liveshow i MTVs historie, da der blev observeret et seertal på 12,4 mio. Yderligere fakta fra Google Insights har rapporteret at de mest brugte søgeord i perioden 29. august 2011 til 4. september 2011 var "Beyonce pregnant", som nåede 'breakout'-niveauer – et udtryk Google bruger til at beskrive når en søgning stiger med over 5.000 procent. Knowles' annoncering af hendes graviditet resulterede også i et øget salg af hendes plader, især 4, som havde solgt mindre end 700.000 udgaver af august 2011.
I oktober 2011 under en medvirken i det australske tv-program Sunday Night, faldt Knowles' gravide mave indad, da hun satte sig ned i en stol. I det efterfølgende interview begyndte rygter om at Knowles ikke var gravid at komme op, og at hun blot bar en kunstig gravid mave. Knowles' repræsentanter har siden udtalt til ABC News at rygterne er "dumme, åndssvage og forkerte." Den 8. oktober optog Knowles en optræden af Michael Jacksons "I Wanna Be Where You Are", som senere blev vist ved "Michael Forever"-mindekoncerten på Millenium Stadium i Cardiff, Wales.

## Kunstneriske færdigheder

### Musik og stemme
Knowles' musik er stort set kun moderne R&B, men hun bruger sammen med dette også pop, funk, hip hop og soul i sine sange. Daily Mail kalder Knowles' stemme for alsidig, idet hun kan synge både de såkaldte powerballader, soul, rock belting, hip hop og kan lave store sving mellem dybe og høje toner. Knowles' fremtrædende brug af melisme og andre anden vokal-"udsmykning" giver hende både ris og ros fra kritikere og fans. Selvom Knowles næsten kun udgiver engelsksprogede sange, har hun også indspillet mange spanske versioner for Irreemplazable og til genudgivelsen af B'Day. For at kunne indspille de spanske versioner af albummets sange til genudgivelsen fik Knowles træning gennem telefonen af den amerikanske producer, Rudy Perez.
Efter Destiny's Child har Knowles været meget kunstnerisk involveret i sin egen karriere. Hun har fået ros for at have med-skrevet de fleste af sangene, som blev indspillet af gruppen, såvel som hendes eget soloarbejde. Hun er kendt for at skrive ud fra personlige erfaringer og om kvindefremmende emner. Hun har udtalt at det at have Jay-Z som kæreste har ændret hendes tankegang om, hvordan mænd og kvinder relaterer til hinanden, hvilket hjalp hende med overgangen fra at skrive sange som "Independent Women" og "Survivor" til flere "at forkæle manden"-emner som "Cater 2 U", hvori hun synger om, at hun sørger for at han får sine tøfler og laver hans bad klar til ham. Nogle af hendes sang er autobiografiske, hvor hun indrømmer at have taget noget personlig erfaring, såvel fra hendes venners. Knowles har også modtaget ros for at have med-produceret de fleste af de indspilninger, hun har været med til at skrive, især under hendes soloarbejde. Ikke desto mindre har hun lavet beatet til musikken selv, men kommer tit med melodierne og idéer under produktionen, hvor hun så deler dem med producerne. Idet Knowles er blevet krediteret for at være sangskriver for Destiny's Child i 1990'erne og i midten af 2000'erne, har hun også vundet prisen som "Pop Songwriter of the Year" i 2001 af American Society of Composers, Authors, and Publishers Pop Music Awards, og blev dermed den første afrikansk-amerikanske kvinde og anden kvindelige sangskriver nogensinde til at vinde prisen. Knowles modtog også ros for at på ét år at have været med til skrive "Irreplaceable", "Grillz" og "Check on It", alle sange, som lå nummer 1 på Hot 100, og dermed være den eneste kvinde, der har skrevet tre sange, som alle har ligget nummer 1 i samme år, siden Carole King gjorde det i 1971 og Mariah Carey i 1991. Derudover deler hun sammen med Diane Warren også tredjepladsen om at have ni nummer 1-singler.
Knowles synger mezzosopran-vokal, der spænder over mere end 3 oktaver. Hun er ofte kaldt kaldt forsangeren i Destiny's Child. Jon Pareles fra The New York Times har skrevet at hun har stemmen, der definerer gruppen, og beskriver hendes stemme som "fløjlsblød og dog stadig skarp, med en vedholdende skælven og består af soulisk belting". Andre kritikere har også rost hendes stemmes spændvidde og styrke. I en anmeldelse af hendes andet album B'Day, har Jody Rosen fra Entertainment Weekly skrevet: "Beyoncé Knowles er en vindstorm forklædt som sanger. På hendes andet album, B'Day, bliver sangene leveret med enorm vindstyrke i rytme og følelse og Beyoncés stemme flænger de klaprende beats; du er nødt til at søge længe og bredt i gangene på Metropolitan Opera – for at finde en vokalist, som synger med mere ynde... Nej, ikke R. Kelly, ikke Usher, for at sige, ingen af hendes rivaler til pop-divaer kan udligne Beyoncés talent for at trække hendes vokaler med til et hip-hop beat." Chris Richards fra The Washington Post skrev, "Selv når hun improviserer, svæver hun over sine imitatorer. Det hele er i hendes stemme – en overmenneskelige instrumental brug af punktlighed ved hvert et beat med gåsehudsfremkaldende hvisken og fuldkommen diva-skrig. Betaget, foragtet, erotisk, synger hovedpersonen Beyoncé med alle disse fordele angivet med en ubenægtelig mesterlighed." Magasinet Cove placerede Knowles som nummer 7 på deres liste over "The 100 Outstanding Pop Vocalists", og gav hende 48 ud af 50 points baseret på utallige anmeldelser om alt lige fra hendes vokal til harmonien i hvad hun synger.
Knowles er ofte blevet kritiseret for at oversynge. Idet hun tit bruger synger melistisk bliver hun tit sammenlignet med kunstnere som Mariah Carey, visse vokale udsmykninger har forringet sangenes melodier. Forfattere hos Eye Weekly skrev, "Der er ingen tvivl om at Beyoncé er en af de bedste popsangere, måske en af de bedste i live.. [Ikke desto mindre], så uanset hendes sangtalent, er resultatet at man stadig føler sig ramt af en næve i en fløjlsblød handske."

### Indflydelser
En af Knowles' største indflydelser og idoler er Michael Jackson, som hun også giver skylden for at være grunden til at hun synger. Derudover har Knowles også nævnt Diana Ross som en anden indflydelse, fordi "hun er en "all-round"-entertainer; en fantastisk skuespiller, en god sangerinde og en smuk, elegant kvinde. Hun er en af de få sangere, der er gået fra sang til film virkelig godt." Udover disse har Knowles også indflydelse fra Tina Turner, Prince, Lauryn Hill, Aaliyah, Mary J. Blige, Whitney Houston, Janet Jackson, Anita Baker og Rachelle Ferrell. Knowles takker også Mariah Careys musik og hendes sang "Vision of Love", der var med til gøre at Knowles begyndte at øve sang som barn, såvel som at hjælpe hende med at forfølge sin karriere som musiker. Hun er også inspireret af Oprah Winfrey og USA's førstedame Michelle Obama. Knowles siger at Winfrey er "definitionen på inspiration og en stærk kvinde. Når jeg er i nærheden af hende, får jeg lyst til at stå ret op, udtale mine ord rigtigt og tale velformuleret."
Bortset fra hendes indflydelser er Knowles også selv blevet en musikalsk inspiration for andre kunstnere, som fx Rihanna, Alexandra Burke, Leona Lewis, Adele og Nicki Minaj. Trey Songz, Keri Hilson og Jazmine Sullivan har også nævnt at de er fans af Knowles' musik. Kelly Rowland afslørede i et interview til MTV News at Knowles var en af de kunstnere, hun blev inspireret af, da hun indspillede sit andet album,Ms. Kelly. Adele fortalte til magasinet Rolling Stone, at hun blev inspireret af Knowles' alter ego til at skabe hendes eget, kaldet Sasha Carter. Carter bliver hevet frem, ligegyldigt hvornår hun har brug for at give hende selv et skud selvtillid. Popsangerinden Miley Cyrus fortalte til magasinet Seventeen, at hun gerne ville være som Knowles, og udtalte: "Hun er den ultimative kvinde. Du kigger på hende og du tænker ikke, gad vide, hvordan hendes privatliv er. Du kigger på hende og tænker, den pige på scenen er en superstjerne. Du er ligeglad med alt andet; du tænker kun på hendes musik. Så jeg håber, det vil være mig i fremtiden." Lady Gaga fortalte i et interview i MTV-dokumentaren om sig selv, Lady GaGa: Inside the Outsidetold, at hun fik inspiration fra Knowles, før hun blev kendt. Hun sagde: "Jeg har aldrig fortalt Beyoncé det her, men jeg husker at jeg lå på min bedstemors sofa og græd og en Destiny's Child-video kom på. Jeg kan huske at jeg tænkte; "Åh, hun er en stjerne. Det vil jeg også være. Jeg vil også være på MTV. Og nu er jeg med i musikvideoer med Beyoncé." Skuespillerinden Gwyneth Paltrow har fortalt til det britiske blad Harper's Bazaar, at hun studerede Knowles meget nøje til hendes livekoncerter, da hun skulle lære at lave en musikalsk optræden i filmen Country Strong.

### Scenen og alterego
I 2006 introducerede Knowles sit turnéband, bestående kun af kvinder, Suga Mama, som inkluderer bassister, trommeslagere, guitarister, blæsere, keyboardspillere og slagtøj. De havde deres debutoptræden ved BET Awards i 2006 og medvirkede også i musikvideoen til "Irreplaceable" og "Green Light". Bandet har fulgt Knowles ved liveoptrædener, deriblandt under hendes turné i 2007, The Beyoncé Experience og igen under I Am... Tour i 2009.
Knowles modtager ofte ros for sin tilstedeværelse på scenen og liveoptrædener. I marts 2011 placerede Jarett Wieselman fra New York Post hende som nummer 1 på hendes liste over "The Five Best Singer/Dancers", og skrev "megastjernen vier hver gang hver enkelt del af sig selv, når hun synger og danser." I en anmeldelse af hendes liveshow fra I Am... Tour fra 2009, har Renee Michelle Harris fra South Florida Times skrev, Knowles "ejer scenen med hendes store selvsikkerhed og intensitet... det fremhæver blot hendes kraftfulde vokaler uden at misse en tone, ofte alt imens hun er fordybet i en energisk og perfekt udført danserutine ... ikke én, end ikke Britney, ikke Ciara og Rihanna kan gøre, hvad hun gør – en komplet pakke af stemme, dansetrin og tilstedeværelse." Babara Ellen fra The Guardian skrev, "om det er karismatisk og sjælefyldt, eller drillende og flirtende, er Beyoncé altid bedst. Sikkert den "altid bedste" af alle kvindelige kunstnere, jeg har set på en scene." I en anmeldelse af "I Am... Tour", skrev Alice Jones fra The Independent, "At se Beyoncé synge og stråle ud af med hendes materiale, kan få en til at følge sig overvældet, i værste tilfælde, fremmedgjort. Hun tager sin rolle som entertainer så alvorligt, at hun næsten er for god." Tamara Hardingham-Gill fra Daily Mail skrev, "Mange eksperter inden for branchen har udset Beyoncé som den næste Michael Jackson. Selvom det dog er for tidligt med en sådan sammenligning, har hun i sandhed bevist at hun er en af de mest spændende og talentfulde kunstnere her og kunne godt gå over i historien sådan."
Kritikere har også rost Knowles' live vokaloptrædener. I en anmeldelse af en af hendes optrædener har Jim Farber fra The Daily News skrevet, "Beyoncé har vist en viljestyrke af stål. Da sangens starttone lød, svævede hun over melodien med en atletisk lethed. Måden Beyoncé brugte hendes krop gjorde følelsen af triumf endnu mere intens. Med hendes hår lignende Medusas lokker, et evigt svingende bækken og ben lange nok til at gøre Tina Turner stolt, gjorde Beyoncés tilstedeværelse hendes sang til noget lignende et glædesudbrud." Stephanie Classen fra Star Phoenix skriver "Beyoncé er ikke en almindelige kunstner... fra første tone, løftede den 27-årige energibundt sig over alt smart udstyr, og tog styring af showet som en sexet, fremmed og dominerende prinsesse. Intet bortset fra overnaturlige fænomener kunne forklare den stemme... [Beyoncé] kunne udkonkurrere enhver anden popstjerne i dag." Forfattere fra Newsday skrev, "hun beviser at en lækker koreografi og en stærk vokal ikke nødvendigvis udelukker hinanden... Ingen spørgsmål om læbemimen her."
Om at kendt for at være sexet, forførende og provokerende, når hun optræder, siger Known, at det er hendes alterego, Sasha Fierce. Hun beskriver Sasha som "for aggressiv, for stærk, for flabet [og] for sexet", og siger "Jeg er ikke som hende i virkeligheden, overhovedet... Jeg er ikke forførende og super selvsikker og frygtløs som hende. Hvad jeg føler, når jeg står på scenen, føler jeg ingen andre steder. Det er en ud-af-kroppen-oplevelse. Jeg skabte min scene-personlighed for at beskytte mig selv, så når jeg kommer hjem, så behøver jeg ikke tænke over, hvad det er jeg laver. Sasha er ikke mig. Personerne omkring mig ved, hvem jeg i virkeligheden er." Selvom Sasha blev skabt under produktionen af hendes hitsingle fra 2003, "Crazy in Love", præsenterede Knowles først hendes alter ego med udgivelsen af hendes tredje album, I Am... Sasha Fierce i 2008. I februar 2010, annoncerede Knowles i et interview til magasinet Allure at "Sasha Fierce er færdig. Jeg slog hende ihjel." Hun fortsatte og sagde at hun følte sig godt nok til mode med sig selv til at være alle de ting, uden at bruge et alias, og sagde: "Jeg behøver ikke Sasha Fierce mere, fordi jeg er vokset og jeg er i stand til at blande de to."

### Offentlighedens syn
Knowles har udtalt, "Jeg kan godt lide at klæde mig sexet på og opføre mig som en rigtig dame," men har videre sagt at hendes påklædning på scenen "udelukkende hører til på scenen." Pressen har ofte brugt udtrykket "Bootylicious" (en kombination af de engelske ord "booty" (= bagdel) og "delicious" (=lækker)) til at beskrive Knowles på grund af hendes kvindelige kurver og former. Udtrykket fik stor udbredelse efter Destiny's Childs hitsingle af samme navn og udtrykket er nu blevet tilføjet til Oxford English Dictionary. Da Knowles har en forkærlighed for mode, kombinerer hun disse kunstneriske elementer med sine musikvideoer og optrædener. Ifølge den italienske modeskaber, Robert Cavalli benytter hun forskellige stilarter og forsøger at skabe en harmoni mellem påklædningen og musikken, imens hun optræder. B'Day Anthology Video Album viser mange eksempler på modeorienterede billeder, der viser klassiske til moderne stilarter. Magasinet People udnævnte Knowles som en af de mest velklædte berømtheder i 2007. Knowles' mor udgav i 2002 en bog kaldet Destiny's Style: Bootylicious Fashion, Beauty and Lifestyle Secrets From Destiny's Child, hvor der fortælles, hvordan mode har haft dets medvirken til Destiny's Childs succes.
Som en af de mest medieombruste sorte berømtheder i USA har Knowles ofte modtaget kritik, som man har ment kunne bære spor af racistiske eller sexistiske antydninger. Forfattere fra Rolling Stone har udtalt at siden udgivelsen af Dangerously in Love, "er Beyoncé blevet et sexsymbol a la Halle Berry ..." I 2006 modtog Knowles hård kritik fra dyrerettighedsorganisationen PETA da hun skulle have gået i pels og brugt pels i sin tøjkollektion House of Deréon. Organisationen har sagt, at de tidligere har forsøgt at få fat i Knowles igennem fax, breve og repræsentanter placeret udenfor hendes koncerter. Da dette ikke lykkedes, valgte PETA at konfrontere hende under en middag i New York. I 2007 var Knowles på forsiden af sportsbladet Sports Illustrated Swimsuit Issue, som den første kvindelige ikke-model eller ikke-atlet og kun den anden afroamerikanske kvinde efter Tyra Banks. Samme år kunne man også se Knowles på billboards og aviser over hele USA, der viser hende med et gammeldags cigaretrør. Billedet, der oprindeligt var bagcover til albummet B'Day, fremprovokerede protester fra antirygegrupper, som sagde, at hun ikke behøvede at tilføje sig selv et cigaretrør "for at fremtræde mere sofistikeret." Knowles har adskillige voksfigurer af sig selv stående på Madame Tussauds Voksmuseum i større byer verdenen over, deriblandt New York, Washington, D.C., Amsterdam, Bangkok og Hollywood.
I marts 2009 blev der lavet sammenligninger i modetrenden mellem Knowles og R&B-sangerinden Ciara, da den sidstnævnte udgav musikvideoen til sin single, "Love Sex Magic". I videoen er Ciara iført en sort trikot og metalliske briller, der ligner dem, som Knowles har på i musikvideoerne til både "Single Ladies (Put a Ring on It)" og "Diva". Ciara har om dette udtalt, at hendes outfits er blevet "inspireret af et Vegas-show", hun havde overværet.  I september 2010, havde Knowles sin debut som model på catwalken ved Tom Fords Spring/Summer 2011-modeshow. I februar 2011 placerede magasinet LA Times også Knowles som nummer 25 på dets liste over "50 Most Beautiful Women in Film". Samme måned optrådte Knowles på forsiden af marts-nummeret af det franske modemagasin L'Officiel, for at fejre magasinets 90 årsjubilæum og for at ære den nigerianske musiker Fela Kuti. Hun optræder i en sort og stammelignende make-up, som tiltrak en del kritik fra medierne. En udtalelse fra en talsperson fra magasinet siger, at Knowles' look er "langt fra den glamourøse Sasha Fierce" og forklarede at det var "en tilbagevenden til hendes afrikanske rødder, som du kan se på billedet, hvor hendes ansigt er blevet farvet meget mørkt."

## Priser og præstationer
Gennem hele sin karriere, har Knowles modtaget adskillige priser og andre former for hyldester. I 2007 blev hun den første kvinde til at modtage International Artist Award ved American Music Awards i 2007. Ved World Music Awards i 2008 blev Knowles tildelt den legendariske pris "Outstanding Contribution to the Arts". Hun fik ligeledes tildelt en Billboard Millennium Award ved Billboard Music Awards i 2011 som en hyldeste for hendes arbejde og hendes indflydelse på musikindustrien. Knowles er også en af de mest ærede kunstnere ved Grammy-uddelinger og den tredje kvindelige kunstner, med en samlet antal vundne Grammy Awards-priser på 16 stk  – 13 som solokunstner og 3 som medlem af Destiny's Child. Hendes debutstudiealbum, Dangerously in Love, blev placeret på listen over de 200 bedste albummer i musikhistorien i Rock and Roll Hall of Fame.
I december 2009 udnævnte Billboard Knowles som den mest succesfulde kvindelige kunstner og bedste radiokunstner i 2000'er-årtiet. Samme blad placerede også Knowles som den fjerdebedste kunstner i årtiet, og på en 15. plads på "Top 25 R&B/Hip-Hop artist of the past 25 years (1985–2010)". BET kårede også Knowles som den anden mest indflydelsesrige kunstner i årtiet. I februar 2010, placerede Recording Industry Association of America (RIAA) også Knowles som bedste RIAA-vercificeret kunstner i årtiet med en samlet antal på 64 tildelte titler, inklusive albummer, sange, ringetoner og musikvideoer. I august 2010 placerede VH1 hende som nummer 52 på dets lister over "100 Greatest Artists of All Time". Af september 2009, har Knowles solgt 75 millioner enheder verdenen over som soloartist, hvilket gør hende til en af de bedstsælgende kunstnere gennem tiden.

## Andre aktiviteter

### Tøjkollektioner
Knowles og hendes mor introducerede i 2005 House of Deréon, en tøjlinie, der havde den moderne kvinde i fokus. Konceptet kommer af, at der er tre generationer af kvinder i deres familie med navnet Deréon, der var navnet på Knowles' bedstemor, Agnèz Deréon, der arbejdede som syerske. Ifølge Tina Knowles, er den altoverskyggende stil, det der bedst reflekterer Knowles' smag og stil. Da mærket udgav deres første produkter i 2006, kunne House of Deréon fremvise meget af tøjet under Destiny's Childs shows og turnéer imens successen med albummet Destiny Fulfilled foregik. Forretningen, som kun findes i USA og Canada, sælger sportstøj, denim sammen med pels, udendørstøj og accessories, deriblandt håndtasker. Knowles indgik også et samarbejde med House of Brands, et lokalt skofirma, for at producere en serie fodtøj for House of Deréon.
I 2004 grundlagde Knowles og hendes mor familiefirmaet Beyond Productions, som sørger for bevillinger og markedsføring af House of Deréon. I starten af 2008 lancerede de Beyoncé Fashion Diva, et mobilt spil med et online socialnetværk, sammen med House of Deréon. I juli 2009 lancerede Knowles og hendes mor en ny kollektion, Sasha Fierce for Deréon, hvis design var mere back-to-school. Kollektionen var inspireret af Knowles' optræden på scene, og består af sportstøj, udendørstøj, håndtasker, fodtøj, øjenmake-up, lingeri og smykker. Tøjlinien bliver solgt i forretninger som Macy's og Dillard's og specialforretninger som Jimmy Jazz og Against All Odds. I maj 2010 indgik Knowles et samarbejde med tøjforretningen C&A for at udgive hendes Deréon-kollektion, der hed, "Deréon by Beyoncé for C&A". Kollektionen blev lavet eksklusivt til C&A-butikker i Brasilien.

### Produkter og reklame
I 2002 underskrev Knowles en reklameaftale med Pepsi om at optræde i to fjernsynsreklamer, såvel som radio- og Internetreklamer. I en Pepsi-reklame fra 2004 med temaet "Gladiatorer" spillede Knowles sammen med sangerne Britney Spears, Pink og Enrique Iglesias, og året efter sammen med Jennifer Lopez og David Beckham, der blev kaldt "Samurai". Knowles' område af kommercielle aftaler og produkter inkluderer også skønhedsprodukter og parfumer. Hun har lavet en del arbejde sammen med L'Oréal siden hun var 18 år gammel. I 2004 lancerede Knowles hendes egen duft, True Star, sammen med Tommy Hilfiger. Reklamen for duften er i sort/hvid og man ser Knowles, der synger en coverversion af "Wishing on a Star". Knowles fik 1,3 mio. kroner for reklamen. Det efterfølgende lancerede Knowles sin anden duft med Hilfiger, True Star Gold. I 2007 optrådte i en reklamekampagne for Emporio Armanis Diamonds duft.
I marts 2009, optrådte Knowles i en fjernsynsreklame for Nintendo DS-spillet "Rhythm Heaven". I januar 2010, underskrev Knowles en treårig aftale med Vizio. Hun har også optrådt i to fjernsynsreklamer for "Style Savvy", et modevideospil for Nintendo DS og Nintendo DSi, hvor fem designs fra hendes House of Deréon-kollektion var det muligt at downloade til spillet. I februar 2010 lancerede Knowles hendes første duft, Heat. Hun genindspillede hendes coversion af "Fever" til duftens fjernsynsreklame. Reklamen blev bandlyst at blive vist i dagtimerne i Storbritannien, da den havde modtaget 14 klager fra seerne. Reklamen begynder med et billede af Knowles, der optræder liggende nøgen i et rum, som er blevet kaldt "for seksuelt provokerende" til at blive set af mindre børn og måtte derfor ikke vises før klokken 19.30 om aftenen. I februar 2011, lancerede Knowles hendes anden duft, Heat Rush. Hendes tredje duft, Beyonce Pulse, vil blive lanceret i september 2011. I april 2011 blev Knowles sagsøgt af det amerikanske spiludviklingsfirma, Gate Five, for mere end 515 mio. kroner, som beklagede Knowles for at "ødelægge [dets] forretning... med et pludseligt indfald." Knowles omlagde derefter sine planer om at lave et spil, kaldet "Starpower: Beyoncé", hvilket tvang firmaet til at afskedige 70 ansatte en uge før julen i 2010.

## Velgørenhed
Knowles har, siden hun var lille, været meget orienteret og bevidst om sociale forskelle, da hendes far nogle gange tog hende med ud og viste hende de forskellige miljøer, hvor hun voksede op, deriblandt det afro-amerikanske samfund. Knowles, Destiny's Child-medlem, Kelly Rowland og med den sidstnævntes familie, grundlagde de Survivor Foundation, en velgørenhedsenhed, der skulle sørge for nye beboelser for ofrene for orkanen Katrina og stormevakueringer i Houston, Texas i 2005. Survivor Foundation udvidede velgørenhedsmissionen med Knowles-Rowland Center for Youth, et mangfoldigt fællesskab, der skulle tage hånd om familier fra de laverede klasser i Houston. Knowles donerede ligeledes over 500.000 kroner til Gulf Coast Ike Relief Fund, som hjælper ofrene for orkanen Ike i Houston-området. Hun planlagde også en indsamling til gavn for samme sag gennem Survivor Foundation. I 2005 skrev musikproducer David Foster, hans datter Amy Foster-Gillies og Knowles sangen "Stand Up for Love", som skulle være hymnen til World Children's Day, en årlig begivenhed, der finder over hele verdenen den 20. november for at vække opmærksomhed og fonde for børns vilkår verdenen over. Destiny's Child "udlånte" deres stemmer og blev globale ambassadører for World Children's Day i 2005. Knowles stod bag gratis madudleveringer under stop på The Beyoncé Experience-turnéen i Houston den 14. juli, Atlanta den 20. juli, Washington, D.C. den 9. august, Toronto den 15. august, Chicago den 18. august og Los Angeles den 2. september, 2006.
Den 4. oktober, 2008 var Knowles med til Miami Children's Hospitals "Diamond Ball & Private Concert" på American Airlines Arena i Miami, hvor hun blev optaget i "International Pediatric Hall of Fame". Den 7-årige Ethan Bortnick dedikerede og optrådte med "Over the Rainbow" til Knowles. Efter at have afsluttet sit arbejde med Cadillac Records, donerede Knowles hele hendes salær til Phoenix House, en organisation af rehabiliteringscentre over hele USA. Knowles besøgte centret i Brooklyn, New York, for at foreberede sig til sin rolle som sangerinde Etta James, som tidligere havde været afhængig af heroin. I samme periode indspillede hun sammen med mange andre kunstnere sangen "Just Stand Up!", en velgørenhedssingle for Stand Up to Cancer-foreningen. Udover Knowles sang også Mariah Carey, Leona Lewis, Rihanna, LeAnn Rimes og Mary J. Blige med på sangen. Knowles gik også sammen med "Show Your Helping Hand"-hungersnøds-nødhjælpsorganisationen og General Mills Hamburger Helper. Målet var at hjælpe Feeding America med at uddele mere end 3,5 millioner måltider til lokale madboder. Knowles opmuntrede hendes fans til at medbringe ikke-letfordærvelig grøntsager til hendes koncertstops i USA under hendes turné.
I januar 2010 deltog Knowles i Hope for Haiti Now: A Global Benefit for Earthquake Relief. Hun dukkede op i London sammen med Jay-Z, Rihanna, U2's Bono og The Edge, hvor hun optrådte med en klaver-version af hendes sang "Halo". Knowles blev også udnævnt som ansigtet udadtil for den limited edition "Fashion For Haiti"-t-shirt, der blev lavet af Council of Fashion Designers of America. T-shirten, hvor der står: "To Haiti With Love" var designet af Peter Arnell, som også skabte "Fashion for America"-t-shirten, som indsamlede omkring 10 millioner kroner efter 11. september
Den 5. marts, 2010 åbnede Knowles og hendes mor, Tina Knowles, Beyoncé Cosmetology Center ved Brooklyn Phoenix House. Centeret tilbyder et 7-måneders kosmetologisk træningsprogram for mænd og kvinder. L'Oréal har doneret alle produkterne, der bliver brugt i centeret og sammen med sin mor, har Knowles og L'Oréal lovet at donere 500.000 kroner hvert år. I april 2011 gik Knowles sammen med USA's førstedame Michelle Obama og National Association of Broadcasters Education Foundation for at øge opmærksomheden på hendes kampagne mod børnefedme. Knowles gennemarbejdede hende sang "Get Me Bodied" fra 2007 og omdøbte den til "Move Your Body" for Let’s Move! Flash Workout-foreningen. Den 9. april 2011 blev en instruktionsvideo, hvor en gruppe teenagere, der danser til "Move Your Body" udgivet på internettet. On April 26, 2011, Knowles released a video of her own version of the exercise routine. Efter Osama bin Ladens død, udgav Knowles en velgørenhedssingle kaldet "God Bless the USA", der skulle hjælpe med at indsamle penge til New York Police and Fire Widows' and Children's Benefit Fund. Sangen blev oprindelige udgivet i 1984 af country-musikeren Lee Greenwood. Dens popularitet steg efter terrorangrebet d. 11. september, 2003, og blev genudsendt efter invasionen af Irak i 2003.
Om det kan kaldes velgørenhed, så i hvert fald stor gavmildhed, da magasinet Female First berettede, hvordan Knowles til en koncert i slutningen af juli 2011, impulsivt besluttede at købe 200 pizzaer og dele dem og en flaske vand gratis ud til de omkring 500 ventende fans, der skulle se livekoncerten i London.

## Diskografi
- Dangerously in Love (2003)
- B'Day (2006)
- I Am... Sasha Fierce (2008)
- 4 (2011)
- Beyoncé (2013)
- Lemonade (2016)
- Everything Is Love (2018)

## Filmografi
- Carmen: A Hip Hopera (2001)
- Austin Powers in Goldmember (2002)
- The Fighting Temptations (2003)
- The Pink Panther (2006)
- Dreamgirls (2006)
- Cadillac Records (2008)
- Obsessed (2009)
- The Lion King (2019)

## Turnéer
- Dangerously in Love Tour (2003)
- Verizon Ladies First Tour (med Alicia Keys og Missy Elliott) (2004)
- The Beyoncé Experience (2007)
- I Am... World Tour (2009–10)
- The Mrs. Carter Show World Tour (2013–14)
- On the Run Tour (med Jay-Z) (2014)
- The Formation World Tour (2016)
- On the Run II (med Jay-Z) (2018)